# آلان رولان
آلان رولان (بالإنجليزية: Alain Rolland) هو حكم اتحاد الرغبي ‏ أيرلندي، ولد في 22 أغسطس 1966 في دبلن في جمهورية أيرلندا.

## وصلات خارجية
- آلان رولان عل موقع إسبنسكروم (الإنجليزية)
- آلان رولان على موقع ItsRugby.co.uk (الإنجليزية)